# Гигиберия, Мария Юлоновна
Мария Юлоновна Гигиберия (1914 год, Зугдидский уезд, Кутаисская губерния, Российская империя — неизвестно, Цаленджихский район, Грузинская ССР) — звеньевая колхоза имени Молотова Цаленджихского района, Грузинская ССР. Герой Социалистического Труда (1948).

## Биография
Родилась в 1914 году в крестьянской семье в одном из сельских населённых пунктов Зугдидского уезда. После окончания местной сельской школы трудилась в частном сельском хозяйстве. С 1930-х годов — рядовая колхозница в колхозе имени Молотова Цаленджихского района. В послевоенное время возглавляла полеводческое звено в бригаде Александра Максимовича Абрамия.
В 1947 году звено под её руководством собрало в среднем с каждого гектара по 71,44 центнера кукурузы на участке площадью 3 гектара. Указом Президиума Верховного Совета СССР от 21 февраля 1948 года удостоена звания Героя Социалистического Труда за «получение высоких урожаев кукурузы и пшеницы в 1947 году» с вручением ордена Ленина и золотой медали «Серп и Молот» (№ 873).
Этим же Указом званием Героя Социалистического Труда были также награждены труженики колхоза имени Молотова Цаленджихского района Александр Максимович Абрамия, Леонтий Ноевич Килава и руководители Цаленджихского района первый секретарь райкома партии Михаил Васильевич Кварацхелия, главный районный агроном Иона Онисимович Лукава и заведующий районным отделом сельского хозяйства Андрей Гелаевич Чантурия.
После выхода на пенсию проживала в Цаленджихском районе. С 1970 года — персональный пенсионер союзного значения. Дата её смерти не установлена.